# Tihany Viktor
Tihany Viktor (Kunszentmiklós, 1984. január 22. –) magyar televíziós műsorvezető, sportriporter, kommunikációs szakember, jelenleg a HM Sportért Felelős Államtitkárságának kommunikációs igazgatója.

## Életpályája
Középiskolai tanulmányait a kunszentmiklósi Baksay Sándor Református Gimnáziumban végezte, ahol versenyszerűen kosárlabdázott, majd a Szegedi Tudományegyetem kommunikáció-magyar tanár szakán szerzett diplomát. Az egyetemi évek alatt már dolgozott egy kistérségi kereskedelmi rádiónál, a kiskunmajsai Rádió Majsánál és ezzel párhuzamosan a szegedi Telin TV-nél. 2008-ban csatlakozott a VTV Szeged szerkesztőségéhez. A szegedi időkben a sportműsorokon kívül közéleti magazinokban és hírműsorokban dolgozott műsorvezetőként és szerkesztő-riporterként. 2011-ben a DIGI Sport csatorna Sport24 szerkesztőségének munkatársa lett. A DIGI Sportnál töltött idő alatt a csatorna hírműsorán, a Sport24-en kívül a kézilabda, vízilabda, jégkorong és röplabda közvetítéseken is közreműködött riporterként. 2015-ben felkérést kapott a közmédia újonnan induló sportcsatornájától, az M4 Sporttól, 2022-nyaráig dolgozott a csatorna műsorvezetője és riportereként, 2022 júniusától a Sportért Felelős Államtitkárság kommunikációs igazgatója.

## Fontosabb tudósítói munkái
- 2014-es berlini férfi kézilabda EHF-Kupa Final Four
- 2015-ös bakui Európa Játékok
- 2015-ös milánói kajak-kenu világbajnokság
- 2016-os belgrádi férfi futsal Európa-bajnokság
- 2016-os franciaországi labdarúgó Európa-bajnokság (a magyar válogatott mellett dolgozó riporter)
- 2016-os riói nyári olimpia (judo, atlétika, kajak-kenu)
- 2017-es női és férfi kosárlabda Európa-bajnokság
- 2017-es budapesti vizes világbajnokság (magyar női vízilabda-válogatott)
- 2017-es racice-i kajak-kenu világbajnokság
- 2018-as birminghami fedettpályás atlétikai világbajnokság
- 2018-as glasgow-i multi Európa-bajnokság
- 2018-as belgrádi kajak-kenu Európa-bajnokság
- 2018-as montemori kajak-kenu világbajnokság
- 2019-es minszki Európa Játékok
- 2019-es budapesti vívó világbajnokság
- 2019-es szegedi kajak-kenu világbajnokság
- 2021-es labdarúgó Európa-bajnokság (a magyar válogatott mellett dolgozó riporter)
- 2021-es tokiói olimpia (torna, labdarúgás, kosárlabda, asztalitenisz, kajak-kenu)

## Filmek
- Így és ezért élek-portré Nemere István íróval (portré)
- Parabutsch, az eltűnt falu (történelmi dokumentumfilm)[2]
- Anya, a bajnok (portré)

## Díjak
- Szegedi Tudományegyetem Nívódíja
- Magyar Sportújságírók Szövetségének Nívódíja[3]
- AIPS Media Awards különdíj, legjobb magyar pályázat[4]
- Baksay Sándor Református Gimnázium Pro-Schola díja[5]

## Családja
Felesége Tihany-Hódi Éva Kata, tolmács, szakfordító. Három gyermekük van: Luca Panna (2014), Levente (2016), Balázs (2019).